# 한명숙 (가수)
한명숙(韓明淑, 1935년 12월 1일~2025년 1월 22일)은 대한민국의 가수 겸 영화배우이다.

## 생애
평안남도 진남포에서 출생하였고 평안남도 용강에서 성장하였으며 한국 전쟁 당시 월남하여 이후 경기도 인천에 정착하였다. 태양악극단을 거쳐 1953년 주한 미8군 무대에서 가수로 데뷔하였고 8년 후 1961년 허스키한 목소리로 손석우가 작곡한 <노란샤쓰 사나이>를 불러 히트시켰다. 〈노란샤쓰 사나이〉는 동남아에도 진출하여, 국외에서 히트한 최초의 가요이다. 2010년 문화체육관광부 감사패, 2012년 제12회 대한민국 전통가요대상 원로가수상을 받았다.

## 가족 관계
남편 故 이인성(1930년 ~ 1970년)은 예비역 대한민국 육군 상사 출신이자 한국 전쟁에 참전한 국가유공자였으며 그와의 사이에서 2남 1녀를 두었다.

광복 당시 아버지 한영호(韓英號,1913년 ~ 1970년 8월 31일)는 먼저 남한으로 내려왔다. 1962년,한명숙이 노란 샤쓰의 사나이 공연을 하러 온다는 소식에 관람 후 17년만에 상봉했다.그는 1958년 재혼해 4남 2녀를 두었으며,충북 음성에서 사업가로 알아주는 유지였다.이후 한영호는 1970년에 열차 사고로 사망했다. 후처 윤화매(輪禍昧,1933년생)는 12살(1958년생)이던 장남과 10살(1960년생)된 차남, 7살(1963년생)된 장녀와 5살(1965년생)된 차녀, 2살(1968년생)된 삼남과 다섯 달(1970년 3월생)된 사남을 홀로 대학 보내는 데 성공했다.
어머니 현김녀(鉉金䋈,1915년 ~ 2000년 2월 23일)는 1980년부터 2000년까지 당뇨 합병증과 폐결핵을 앓았고 그해 2월 사망했다. 시어머니 박경자(朴瓊姿,족보명 박병심(朴病心),1908년 ~ 2004년)는 둘째아들 이인성을 1970년에 헬기 사고로 잃은 충격으로 당뇨 합병증에 걸려 1980년 10월에 실명과 손발 절단을 얻었고,1983년에는 넷째딸까지 암에 걸려 잃은 충격으로 퇴행성 관절염과 다발성 골수종을 얻었고,그해 7월 다섯째딸이 사고로 사망한 충격으로 척추암을 얻어 2004년에 작고했다.

## 기타
- 노란 샤쓰 사나이는 1962년 3월 엄심호 감독의 영화 노란 샤쓰 입은 사나이(영화 제목은 약간 바뀌었다)로 만들어지기도 하였고 한명숙은 단역 배우로 출연해 영화계에 데뷔하였다. 이 영화는 당시 서울 국도극장에서 상영했고 10만 명의 관객을 동원했다.[2]